# 2008年至2009年天水圍飛馬賽季
2008年至2009年球季是天水圍飛馬成立後的第1個球季，同時是第1季在香港最高級別聯賽的香港甲組足球聯賽角逐。季前，會方豪言要打進聯賽榜前列，但最後只能取得令人失望的第7名。盃賽方面，球隊在香港本土三大盃賽中均殺入決賽，但最終只能奪得高級組銀牌的錦標，而在聯賽盃及足總盃的決賽中不敵康宏晨曦及新界地產和富大埔，只能屈居亞軍。

## 季前熱身賽
2008年8月3日天水圍飛馬在天水圍運動場以主場身份邀請南華進行60分鐘的友賽，是球隊首次登場，有超過一千名觀眾入場觀賞賽事。南華由剛由傑志轉會至南華的陳肇麒於下半場先開紀錄，而飛馬則憑著曾效力南華達11年的楊正光射入罰球追平。結果雙方在法定時間內踢成1-1平手，要以互射12碼決勝負。南華在飛馬入球功臣楊正光射失下，以總比數為6-4擊敗飛馬。
其後球隊北上廣州習訓，並在8月11日先於廣州醫藥位於三水的訓練基地舉行一場友誼賽，雙方互交白卷。及後，飛馬於8月16日再次約戰南華，最終飛馬由頂入第一球的後衛加西亞及梅開二度的曾其祥射入共三球，以3-0大破對手。
| 2008年8月3日 友賽 | 天水圍飛馬 | 1 – 1 (3 - 5 ) | 南華   | 香港, 天水圍                         |
| 16:00 HKT         | 楊正光     |                | 陳肇麒 | 場館： 天水圍運動場 入場人數： 1,000 |
|                   |            |                |        |                                      |
| 楊正光            |            |                |        |                                      |

| 2008年8月11日 友賽 | 廣州醫藥 | 0 – 0 | 天水圍飛馬 | 中國, 佛山                            |
|                    |          |       |            | 場館： 廣州竹料足球基地 入場人數： － |

| 2008年8月16日 友賽 | 天水圍飛馬      | 3 – 0 | 南華 | 中國, 廣州                              |
|                    | 加西亞 · 曾其祥 |       |      | 場館： 廣東奧林匹克體育場 入場人數： － |

## 港甲

### 第1-6輪
飛馬在創會首戰面對今季大換血的傑志，上半場對方德國籍中場白賀斯一記長傳撕破飛馬防線，麥基單刀射成1-0。雖然飛馬及後大舉反撲，但鄭少偉、伊達及曾其祥的射門均威脅傑志大門。最終，飛馬0-1敗走旺角大球場，首戰未能取得開門紅。
在第2輪對康宏晨曦的比賽中，飛馬終於取得創會後首場勝仗。雖然上半場20分鐘飛馬因鄧景煌在禁區拉跌對手，而被對方中場陳耀麟射入十二碼領先。但飛馬下半場憑著後備入替的葉志豪於65分鐘一扣一射追成平手。更於75分鐘在引得對手右閘利偉倫被罰紅牌後，由張健峰射入罰球奠定勝局。
歷史上第一次「新界打吡」於2008年9月20日於旺角場上演，大埔憑著安基斯於10分鐘的入球一球領先上半場。飛馬憑著曾其祥於下半場初段接應伊達的頭鎚二傳破網追回一球。可惜球隊於75分鐘再被大埔藉著一次快速反擊由安基斯梅開二度，令飛馬輸掉了第一場的打吡戰。
飛馬於第四輪面對上屆聯賽亞軍公民，上半場先被對手前鋒辛祖於23分鐘射入一球。公民隊長沈國輝於34分鐘憑十二碼擴大比數至2-0，飛馬只能籍著張健峰的入球追至接近比數完上半場。下半場飛馬終憑比圖的入球追至平手。但最後公民於補時仍能由辛祖射入十二碼擊敗有科夫及奧利華拉被逐的飛馬。
2008年10月5日原定安排於飛馬主場元朗大球場上演對陣南華的聯賽，由於場地積水而改在10月8日舉行。南華於5分鐘先由新星歐陽耀冲傳球予泰利·史高斯射入領先1-0，及後再由陳偉豪門前射入擴大比數。飛馬開始絕地大反擊，先由伊達右路射入追回一球完上半場。飛馬下半場憑轉會窗關閉前最後一刻才由南華借用至飛馬的黃展鴻禁區外遠射追平2-2。77分鐘更由安杜力壓對手後衛基斯射入反勝3-2。但可惜球隊於2-2時曾誤派國援曾其祥入替黃展鴻，令在場外援數目超出規定，因此飛馬被改判輸0-3。
受到超額外援事件影響的飛馬收拾心情再次出擊，對手乃屯門普高。上半場僅4分鐘飛馬就憑著麥保美於門前混戰時射成1-0，揭開大勝的序幕。飛馬憑黃展鴻於20分鐘的遠射中內柱入網助飛馬領先至2-0。及後安杜的近射及鄭少偉的單刀令球隊遙遙領先4-0完半場。下半場飛馬再由伊達禁區頂勁射及安杜的近射擴大比分至6-0。黃展鴻其後施展「百步穿揚」及「千里走單騎」令飛馬以8-0大勝對手，一吐污氣。

### 第7-13輪
10月19日，飛馬再次於主場出撃，對手乃國內球會謝菲聯。40分鐘，伊達罰球省中人牆後彈橫，右閘陸冠邦第一時間用左腳抽射，皮球直飛球門右上角，飛馬領先1-0完半場。半場後雖有麥保美因報復對手侵犯直接領紅離場，但飛馬仍然能夠於68分鐘藉1次突擊由安杜接應伊達傳送單刀射成2-0完場。
被足總判罰飛馬於聯賽以0-3不敵南華後，飛馬再次出擊，對手是淦源。上半場雙方均無法找到入球機會下，19歲小將阮健文於51分鐘勁射入網，打破僵局。7分鐘後，安杜門前輕鬆射入領先至2-0。成為超額外援事件主角的曾其祥於84分鐘左路遠射中柱入網，飛馬把3球失球全數轉贈淦源。
面對東方，上半場13分鐘黃展鴻的左路遠射省中敵衛後落在伊達的腳下，後者於左路窄位起腳破網。34分鐘比圖大腳解圍後皮球落左安杜腳下，後者避過出迎的門將葉鴻輝後射入空門，飛馬領先至2-0。下半場麥保美截得皮球後傳予隊長鄭少偉，鄭少偉立刻回球予呈單刀狀態的麥保美射入，飛馬最後淨勝3-0完場。
挾著四連勝佳績的飛馬於11月16日面對同是空降甲組的四海，飛馬於28分鐘便找到入球機會。隊長鄭少偉快對方門將一步接得右路傳中後傳予伏兵門前的伊達撞入。10分鐘後，又是隊長把球回傳給伊達後離門20多碼大腳抽入，領先至2-0。雖然下半場被對手小將林學曦笠射入網，終於打破飛馬4場不失一球的紀錄。但仍然無阻飛馬取代對手，升上聯賽第5名。
於銀牌決賽前的一輪聯賽，飛馬面對愉園。飛馬為了保留實力而收起大部分正選，但卻憑著伊達下半場於一輪門前混戰後射入領先一球。但不足一分鐘後，愉園新星梁振邦於禁區外射入角度刁鑽的一球，把飛馬聯賽5連勝的佳績粉碎。
飛馬於首循環最後一輪面對榜末球隊香雪上清飲，並沒有遇到任何阻力。飛馬收起隊長鄭少偉在內的大部分主力下，黃展鴻於31分鐘施以遠射，上清飲門將雖擋出皮球，但曾其祥把握機會衝前將球送入空門，飛馬領前1-0。飛馬憑著60分鐘安杜的勁射及80分鐘比圖的補射以3-0擊敗對手，以完美一戰告別2008年。

### 第14-18輪
冬季轉會後，飛馬羅致了日籍球員中村祐人及四海小將黎耀昌。在對陣傑志的比賽中，中村祐人在處子戰第5分鐘便於禁區右路球不著地「窩利」抽射遠柱入網閃電領先1-0。換邊後不久，對方後衛林家良兩黃一紅被驅逐離場。但少打一人的傑志戰至70分鐘，鄭禮騫在底線前截停皮球後，傳予新加盟的智利前鋒卡西拿斯射入。最終兩隊握手言和，各得一分。
闊別近半年後，飛馬終於可以再次於主場元朗大球場舉行比賽，對手為高級組銀牌決賽的手下敗將康宏晨曦。由於部分主力球員參加賀歲盃及參加亞洲盃外圍賽，飛馬球員表現慢熱，更被對方後衛卡洛斯於56分鐘一鎚定音。以0-1大熱倒灶，12場不敗紀錄告終。

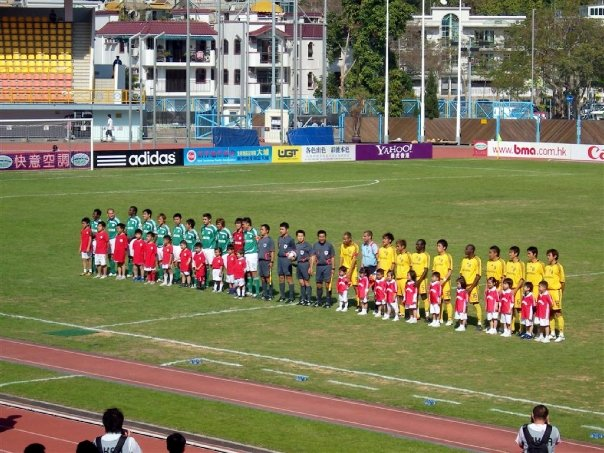
飛馬作客挑戰大埔

本季第二次新界打吡於2009年2月7日於大埔運動場開打，賽前飛馬突然與球隊神射手安杜解約，並簽入前日本國腳岡野雅行。飛馬於上半場27分鐘便找到入球機會，科夫長傳予中村祐人，後者力壓兩名守衛一控一射，助飛馬半場領先1-0。及後對方中場李威廉於右路傳中省中飛馬守衛彈高，安基斯快門將奧利華拉一步頂入追比1-1。77分鐘大埔後衛祖爾離門30碼罰球被奧利華拉拍出，一輪門前混戰下大埔由蘇來強射入助大埔反先2-1。但2分鐘後飛馬隨即由首次代替球隊上陣的岡野雅行門前補射助飛馬2-2逼和大埔。
在2009年的情人節，原定飛馬將會主場迎戰公民，但由於場地素質問題而改回旺角大球場比賽。麥斯於上半場射入一球後，飛馬由於下半場初段由中村祐人追成平手。但及後卻被辛祖射破大門，令飛馬近四仗錄得2和2負的劣績。
對陣屯門普高的比賽，飛馬終於迎來自己2009年的首場聯賽勝利，打破4場聯賽不勝的尷尬局面。上半場面對屯門普高的死守，只能憑著麥保美於38分鐘的入球領先一球完半場。下半場僅3分鐘，伊達以個人技術獨闖龍潭，單刀面對對方門將竟然未能入球，由後上的中村祐人補射入網。隨後中堅比圖上前助攻，於左路傳中予黎耀昌射入加盟後第一球。戰至56分鐘，飛馬於禁區頂得到一個罰球機會。但屯門普高門將竟命令毋需排人牆，於是被伊達一踘而蹴，遙遙領先至4-0。及後，飛馬雖被對方前鋒迪達追回一球，但李康廉於66分鐘的入球鎖定5-1的勝局。

### 第19至26輪
晉身聯賽盃決賽後，飛馬於四日後面對今季於各項正式賽事中均敗於飛馬的南華，對方足主羅傑承表示不勝無歸。由於場地濕滑，南華用高空球不斷衝擊飛馬防線。而飛馬亦由岡野雅行、李康廉等球員憑著零星的反擊回敬對手。在南華眾鋒將屢誤戎機下，雙方以0-0握手言和，南華今季首次於法定時間內的雙方對決中不落敗收場。
飛馬其後於本季第四次面對東方，收起了部分主力如陸冠邦、鄭少偉等主力以應付聯賽盃決賽，很多年青球員如賴文飛、陳嘉晉因而獲得上場機會。雖然雙方埋門頗多，但始終未能轉化成入球。前日本國腳岡野雅行更因「舉中指」以回應東方球迷打氣區以日語「馬鹿野郎」的挑釁而被紅牌驅逐離場，飛馬最後亦跟對手踢成0比0，飛馬亦連續兩場跟對手互交白卷。
飛馬於4月12日面對只有1名後備球員的球隊謝菲聯，實力遠在對手之上。開賽僅6分鐘便由李康廉接應伊達的傳送窄位起腳抽入，十分鐘後岡野雅行快放底線傳中，麥保美二傳交由鄭少偉完成最後工作，飛馬兩球領先上半場。下半場中村祐人主射十二碼得手後，再次接應隊友長傳力壓兩名守衛射入，飛馬領先至4-0。及後，科夫突破越位射入加盟飛馬以來的首個進球。84分鐘，中村祐人右路一次個人突破後壓入禁區起腳施射遠柱入網，個人連中三元，為飛馬將記錄改寫成6-0完場。
其後，飛馬面對賽前已經連敗16場的淦源，上半場表現慢熱，更被對方前鋒域陀頭鎚建攻以0-1落後。但換邊後，李康廉接應長傳突破越位單刀，冷靜地追成平手。及後，飛馬再憑麥保美及葉志豪連轟兩球，以3-1反勝對手。
飛馬於4月26日挑戰四海，矢志取代對手升上第6位。飛馬雖然主導比賽，但只能由黎耀昌離門40多碼遠射領先一球完半場。下半場兩隊在中場競爭激烈，相反埋門機會甚少。戰至完場前3分鐘，葉志豪接應李康廉的傳球破網。飛馬亦成功升上聯賽榜第6位，而四海則跌至第7位。
對愉園的比賽中，飛馬上半場便被對手前鋒凌琮連中三元，半場以3-0落後。飛馬要到81分鐘才由麥保美射入追近比分。雖然一分鐘後麥保美再進一球，但飛馬還是以2-3敗陣，未能以季初訂下晉身三甲的目標完成聯賽。
在聯賽最後一輪前，康宏晨曦以3-0擊敗屯門普高後，令到於煞科日才出戰的飛馬提早篤定以第7名完成第1季的港甲聯賽。飛馬派出大量副選球員，以準備即將來臨的香港足總盃比賽。雖然對手在比賽中段少踢一人，但飛馬要戰至88分鐘才由伊達門前射入，攻破對手城池。及後補時階段再由鄭少偉射入，最終以2-0擊敗對手。

### 賽程表
| 2008年9月7日 1 | 天水圍飛馬                                                    | 0 – 1 | 傑志                                               | 香港, 旺角                                     |
| 16:00 HKT      | 鄭少偉 59' · 張健峰 59' · 科夫 90+' · 盧沛迪 90+' · 伊達 90+' | 報告  | 麥基 12' · 盧均宜 45+' · 梁志榮 51' · 森姆迪奧 62' | 場館： 旺角大球場 入場人數： 2,391人 ： 黃寶安 |

| 2008年9月14日 2 | 康宏晨曦                                              | 1 – 2 | 天水圍飛馬                                         | 香港, 旺角                                     |
| 16:00 HKT       | 安達臣 5' · 陳耀麟 20' · 利偉倫 38', 70' · 高尼路 74' | 報告  | 加西亞 19' · 葉志豪 67' · 張健峰 75' · 鄭璟昊 90+' | 場館： 旺角大球場 入場人數： 1,328人 ： 馮家騟 |

| 2008年9月20日 3 | 天水圍飛馬              | 1 – 2 | 新界地產和富大埔                                     | 香港, 旺角                                     |
| 14:00 HKT       | 曾其祥 64' · 盧沛迪 84' | 報告  | 安基斯 9' 78' · 陳思榮 46' · 李威廉 66' · 蘇來強 68' | 場館： 旺角大球場 入場人數： 2,142人 ： 黃寶安 |

| 2008年9月28日 4 | 公民                                                                  | 3 – 2 | 天水圍飛馬                                                                           | 香港, 掃桿埔                                   |
| 14:00 HKT       | 艾里奧 15' · 辛祖 23' 81' 90+' · 沈國輝 34' · 元洋 85' · 羅渣里奧 87' | 報告  | 麥保美 25' · 奧利華拉 32', 90+' · 張健峰 40' · 曾其祥 49' · 比圖 68' · 科夫 75', 81' | 場館： 香港大球場 入場人數： 1,728人 ： 吳超覺 |

| 2008年10月8日 5 | 天水圍飛馬                                                     | 0 – 3 改判 | 南華                                                                                      | 香港, 元朗                                     |
| 20:00 HKT       | 鄭少偉 10' · 鄧景煌 12' · 伊達 29' 40' · 黃展鴻 53' · 安杜 77' | 報告       | 史高斯 5' 9' · 蒙迪路 15' · 陳偉豪 29' · 歐陽耀冲 35' · 李志豪 42', 81' · 盧俊傑 63', 67' | 場館： 元朗大球場 入場人數： 2,537人 ： 廖國文 |

| 2008年10月12日 6 | 屯門普高                | 0 – 8 | 天水圍飛馬                                                             | 香港, 掃桿埔                                   |
| 14:00 HKT        | 姚曉聰 10' · 張天德 77' | 報告  | 麥保美 4' · 黃展鴻 20' 59' 88' · 安杜 27' 82' · 鄭少偉 45+' · 伊達 50' | 場館： 香港大球場 入場人數： 1,501人 ： 吳超覺 |

| 2008年10月19日 7 | 天水圍飛馬                             | 2 – 0 | 謝菲聯                                           | 香港, 元朗                                     |
| 18:00 HKT        | 陸冠邦 40' 60' · 麥保美 58' · 安杜 67' | 報告  | 馮卓毅 20' · 徐夷文 42' · 肖曉 70' · 王安治 90+' | 場館： 元朗大球場 入場人數： 1,321人 ： 程愛祖 |

| 2008年11月4日 9 | 淦源 | 0 – 3 | 天水圍飛馬                                          | 香港, 旺角                                     |
| 18:00 HKT       |      | 報告  | 阮健文 28' 51' · 安杜 58' · 陸冠邦 72' · 曾其祥 84' | 場館： 旺角大球場 入場人數： 1,595人 ： 程愛祖 |

| 2008年11月9日 10 | 天水圍飛馬                                      | 3 – 0 | 東方                    | 香港, 旺角                                     |
| 14:00 HKT        | 伊達 13' · 安杜 33' 34' · 盧沛迪 38' · 比圖 46' | 報告  | 馬查度 65' · 劉念溢 73' | 場館： 旺角大球場 入場人數： 2,190人 ： 吳超覺 |

| 2008年11月16日 11 | 四海                                             | 1 – 2 | 天水圍飛馬                                                                 | 香港, 旺角                                     |
| 14:00 HKT         | 譚兆偉 8' · 翟廷峯 42' · 陳韶遠 44' · 林學曦 69' | 報告  | 伊達 28' 38' · 阮健文 45+' · 盧沛迪 79', 84' · 鄭少偉 90+' · 奧利華拉 90+' | 場館： 旺角大球場 入場人數： 4,228人 ： 呂小全 |

| 2008年12月14日 12 | 天水圍飛馬 | 1 – 1 | 愉園                                            | 香港, 旺角                                     |
| 14:00 HKT         | 伊達 50'   | 報告  | 梁振邦 51' · 高梵 55' · 潘文迪 75' · 迪亞高 77' | 場館： 旺角大球場 入場人數： 1,957人 ： 吳超覺 |

| 2008年12月29日 13 | 香雪上清飲 | 0 – 3 | 天水圍飛馬                                         | 香港, 旺角                                   |
| 18:30 HKT         |            | 報告  | 曾其祥 32' · 麥保美 45' · 安杜 60' 90+' · 比圖 80' | 場館： 旺角大球場 入場人數： 172人 ： 黃志騰 |

| 2009年1月11日 14 | 傑志                                                      | 1 – 1 | 天水圍飛馬                               | 香港, 旺角                                     |
| 14:00 HKT        | 林家良 33', 47' · 劉全昆 45+' · 卡西拿斯 71' · 葉頌朗 86' | 報告  | 中村祐人 5' 45+' · 盧沛迪 17' · 比圖 80' | 場館： 旺角大球場 入場人數： 3,569人 ： 程愛祖 |

| 2009年2月1日 15 | 天水圍飛馬 | 0 – 1 | 康宏晨曦                | 香港, 元朗                                     |
| 15:00 HKT       | 比圖 66'   | 報告  | 卡洛斯 56' · 劉志強 59' | 場館： 元朗大球場 入場人數： 1,306人 ： 黃志騰 |

| 2009年2月7日 16 | 新界地產和富大埔                                              | 2 – 2 | 天水圍飛馬                                        | 香港, 大埔                                     |
| 15:00 HKT       | 郭詠燊 28' · 安基斯 63' · 卡立 69' · 蘇來強 78' · 呂志興 90+' | 報告  | 張健峰 20' · 中村祐人 26' 90+' · 岡野雅行 45' 80' | 場館： 大埔運動場 入場人數： 1,280人 ： 吳超覺 |

| 2009年2月14日 17 | 天水圍飛馬                | 1 – 2 | 公民                           | 香港, 旺角                                     |
| 15:00 HKT        | 盧沛迪 39' · 中村祐人 53' | 報告  | 麥斯 25' · 辛祖 69' · 馬龍 89' | 場館： 旺角大球場 入場人數： 1,122人 ： 吳超覺 |

| 2009年3月1日 18 | 天水圍飛馬                                                                  | 5 – 1 | 屯門普高                             | 香港, 旺角                                     |
| 14:00 HKT       | 麥保美 38' · 中村祐人 48' · 黎耀昌 52' · 伊達 56' · 李康廉 66' · 盧沛迪 70' | 報告  | 周偉明 20' · 王丹 55' · 迪達 61' 79' | 場館： 旺角大球場 入場人數： 1,366人 ： 鮑世賢 |

| 2009年3月26日 20 | 南華                   | 0 – 0 | 天水圍飛馬                           | 香港, 旺角                                     |
| 20:00 HKT        | 迪天奴 82' · 卡卡 90+' | 報告  | 麥保美 36' · 岡野雅行 39' · 比圖 64' | 場館： 旺角大球場 入場人數： 1,937人 ： 吳超覺 |

| 2009年3月31日 21 | 東方                     | 0 – 0 | 天水圍飛馬                                                       | 香港, 旺角                                   |
| 20:00 HKT        | 黃耀富 8' · 法比安奴 89' | 報告  | 比圖 6' · 林俊生 30' · 中村祐人 45+' · 岡野雅行 53' · 陳嘉晉 65' | 場館： 旺角大球場 入場人數： 456人 ： 程愛祖 |

| 2009年4月12日 22 | 謝菲聯                                          | 0 – 6 | 天水圍飛馬                                                                | 香港, 旺角                                     |
| 14:00 HKT        | 里卡多 31' · 郝爽 58' · 劉航呈 88' · 張雨琦 89' | 報告  | 李康廉 6' · 鄭少偉 15' · 中村祐人 58' 74' 84' · 陸冠邦 83' · 科夫 83' 83' | 場館： 旺角大球場 入場人數： 2,561人 ： 廖國文 |

| 2009年4月22日 23 | 天水圍飛馬                                        | 3 – 1 | 淦源                                                                 | 香港, 旺角                                   |
| 18:00 HKT        | 李康廉 55' · 阮健文 73' · 麥保美 77' · 葉志豪 79' | 報告  | 友友 43' · 域陀 45+' · 李昕 48', 58' · 安東尼 62', 78' · 馮家奇 90+' | 場館： 旺角大球場 入場人數： 545人 ： 陳紹賢 |

| 2009年4月26日 24 | 天水圍飛馬                                        | 2 – 0 | 四海                                         | 香港, 掃桿埔                                   |
| 14:00 HKT        | 黎耀昌 43' 43' · 科夫 73' · 葉志豪 87' · 比圖 88' | 報告  | 盧加路 7' · 沙力 18' · 于洋 30' · 劉嘉城 62' | 場館： 香港大球場 入場人數： 2,847人 ： 吳超覺 |

| 2009年5月1日 25 | 愉園                          | 3 – 2 | 天水圍飛馬                                 | 香港, 旺角                                     |
| 14:00 HKT       | 凌琮 5' 24' 45+' · 張子鍵 80' | 報告  | 賴文飛 40' · 伊達 79' · 麥保美 81' 81' 82' | 場館： 旺角大球場 入場人數： 3,068人 ： 吳佳林 |

| 2009年5月10日 26 | 天水圍飛馬                                       | 2 – 0 | 香雪上清飲                                           | 香港, 旺角                                     |
| 13:30 HKT        | 賴文飛 12' · 伊達 87' · 陳啟康 89' · 鄭少偉 90+' | 報告  | 尹恒 32' · 李靈威 37' · 李佳奇 56', 82' · 何益辰 62' | 場館： 旺角大球場 入場人數： 1,812人 ： 林志豪 |

### 積分榜
| 排名 | 球隊             | 賽 | 勝 | 平 | 負 | 得 | 失 | 差  | 分 |
| ---- | ---------------- | -- | -- | -- | -- | -- | -- | --- | -- |
| 6    | 新界地產和富大埔 | 24 | 11 | 8  | 5  | 40 | 23 | +17 | 41 |
| 7    | 天水圍飛馬       | 24 | 12 | 5  | 7  | 51 | 23 | +28 | 41 |
| 8    | 愉園             | 24 | 9  | 5  | 10 | 52 | 34 | +18 | 32 |

## 高級組銀牌
作為球隊成立後參加的首項盃賽賽事，飛馬首圈面對屯門普高。結果在全場形勢大好下憑上下半場安杜連中三元，加上上半場對手後衛哈辛的烏龍球，令飛馬以4-0輕鬆取勝打入八強。
到半準決賽，飛馬面對上屆冠軍東方，再次以強陣應戰。飛馬受制於對方的活力型的打法，上半場互交白卷。到63分鐘，伊達於進攻路線右路開出角球，或多或少在強風的影響下，皮球直接彎到遠柱，越過對方門將葉鴻輝的手頂入網。最終飛馬亦只憑這個入球擊敗對手，晉級四強。

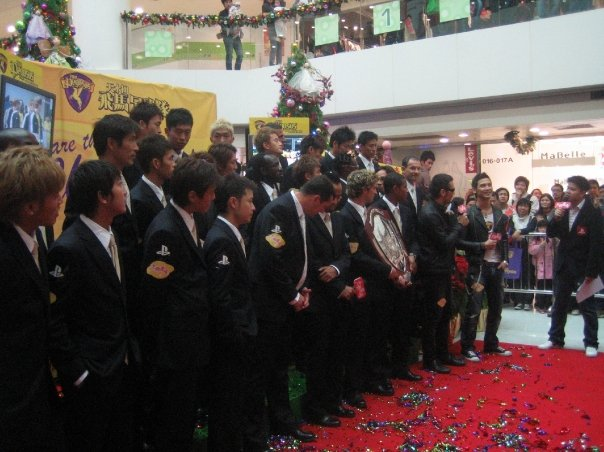
飛馬奪得銀牌冠軍後到元朗廣場舉行祝捷會

到準決賽，他們在旺角大球場面對南華。值得一提的是，當時南華在正式統計於各項賽事中均保持不敗。上半場41分鐘，伊達於左路禁區起腳，皮球越過對方門將何國泉後竟然命中門柱，而皮球卻反彈到當時失平衡而倒在地上的隊長鄭少偉身前。他立刻回身於十二碼點位置射入空門，打破兩個月的入球荒。其後局勢一面倒向南華，對方前鋒麥士維及陳肇麒亦先後三次中柱中楣，錯失扳平機會。戰至下半場補時階段，空群而出的南華更被後備入替的葉志豪撕破防線。他面對對手門將冷靜交回中路無人看管的安杜射入。最後，飛馬亦維持這個比數完場。除了打破對手不敗身外，還首次殺入全港歷史最悠久盃賽的決賽。
到了決賽，飛馬面對久未嘗錦標的脫色勁旅康宏晨曦，飛馬繼續派遣19歲小將阮健文於中場擔任防守工作。37分鐘，伊達在進攻路線右路開出角球，在前柱的安杜頭鎚二傳，伏兵遠柱的比圖一頂破網，飛馬領先一球完半場。換邊後7分鐘，安杜乘對方守衛高尼路及卡洛斯解圍失誤，於小禁區施射破網。戰至88分鐘，飛馬乘晨曦全軍壓上進行一次快速反擊，安杜盤球至禁區頂後施射，皮球於近柱入網，鎖定3-0勝局。賽後，安杜及伊達分別奪得比賽神射手及最佳球員，成立半年即奪得銀牌冠軍，成為二次大戰後高級組銀牌最年輕的冠軍。
| 2008年11月22日 R1 | 天水圍飛馬                                     | 4 – 0 | 屯門普高                            | 香港, 小西灣                                 |
| 18:00 HKT         | 安杜 19' 54' 75' · 鄭少偉 24' · 哈辛 37'（og） | 報告  | 姚曉聰 9' · 周偉明 49' · 冼耀祖 66' | 場館： 小西灣運動場 入場人數： 269 ： 鮑世賢 |

| 2008年11月29日 R2 | 天水圍飛馬                      | 1 – 0 | 東方                                            | 香港, 旺角                                   |
| 14:00 HKT         | 科夫 39' · 伊達 63' · 安杜 90+' | 報告  | 葉鴻輝 11' · 亞古沙 57' · 楊旭 71' · 黃耀富 86' | 場館： 旺角大球場 入場人數： 1,609 ： 馮家騟 |

| 2008年12月7日 Semi-Final | 天水圍飛馬                          | 2 – 0 | 南華                  | 香港, 旺角                                   |
| 16:00 HKT                | 鄭少偉 41' · 阮健文 73' · 安杜 90+' | 報告  | 基斯 83' · 文彼得 86' | 場館： 旺角大球場 入場人數： 4,167 ： 吳超覺 |

| 2008年12月21日 Final | 天水圍飛馬                                                   | 3 – 0 | 康宏晨曦                           | 香港, 掃桿埔                                 |
| 15:15 HKT            | 比圖 37' · 阮健文 48' · 安杜 52' 88' · 科夫 69' · 盧沛迪 81' | 報告  | 羅拔圖 39' · 賓曹 53' · 謝敏榮 77' | 場館： 香港大球場 入場人數： 2,828 ： 廖國文 |

| 2008-09年 香港高級組銀牌足球賽 冠軍 |
| ----------------------------------- |
|                                     |
| 天水圍飛馬 第一次奪冠               |

## 聯賽盃
飛馬在聯賽盃中抽得好籤，首圈面對國內球會成都謝菲聯的青年軍謝菲聯。比賽於旺角大球場舉行，12分鐘黎耀昌右路頭鎚交予門前的隊長鄭少偉，但鄭少偉因背對龍門，無法施射下交由旁邊的中村祐人施展「倒掛」，協助球隊以1-0領先。45分鐘，中村祐人憑著離門20多碼的罰球機會再建一功。換邊僅僅1分鐘，對方後衛肖曉把飛馬左路的傳中球踢入門中，飛馬遙遙領先3球。及後，隊長鄭少偉在禁區被對人推跌，伊達射入十二碼。加上鄭少偉在完場前近門補中助飛馬以5-0淨勝對手。
第二圈飛馬面對實力強橫的南華，上半場初段佔盡優勢。但19分鐘卻被對方中場歐陽耀冲乘守衛比圖頭鎚解圍不遠射門破網，南華領先1-0。及後南華控制大局，並多次威脅飛馬的防線，門將奧利華拉更在這時傷出，由李健入替。飛馬中場李康廉於完場前盤過已經回歸南華的黃展鴻後左腳勁射入網，助飛馬追和完半場。下半場飛馬由中村祐人搏得十二碼，但伊達的射門被對方門將張春暉拒諸門外，鄭少偉的補中又被球證判罰無效。但3分鐘後中村祐人接應盧沛迪長傳力壓對手守衛射入，飛馬以2-1擊敗南華，打入準決賽。
第三圈比賽前飛馬有近兩星期的備戰時間，相反對手東方需要參加亞洲足協盃，賽前只有四天休息期。上半場飛馬被對手瘋狂進攻，倒戈的楊正光僅3分鐘便射中門楣，加上東方隊長黃鎮宇的單刀被李健一抱入懷。雙方下半場再戰，伊達於69及73分鐘梅開二度，隨後卻兩黃一紅被罰離場。期後東方守衛馬查度把李康廉的傳球攻破自家門口。飛馬以3-0擊敗對手，於首個球季再次殺入盃賽的決賽。
來到決賽，飛馬再次遇到銀牌決賽的對手康宏晨曦，可惜歷史未有重演。10分鐘晨曦並著一個反擊由基奧雲尼接應陳耀麟的傳球近門撞入領先。及後，飛馬憑前鋒中村祐人的頭鎚及卡洛斯自破家門令飛馬反先2-1完半場。可惜僅換邊後三分鐘晨曦再次由陳耀麟策動攻勢，再次由基奧雲尼射入。雙方於餘下時間再無入球，比賽進入互射十二碼階段。晨曦四射全中，但飛馬卻有伊達及科夫射失。最終飛馬飲恨敗於晨曦，無緣冠軍。
| 2009年2月22日 R1 | 天水圍飛馬                                                                                                   | 5 – 0 | 謝菲聯                                     | 香港, 旺角                                 |
| 16:00 HKT        | 中村祐人 12' 45' · 肖曉 46'（og） · 鄧景煌 47' · 伊達 64'（pen.） · 陸冠邦 72' · 鄭少偉 85' 85' · 阮健文 85' | 報告  | 陳博 9' · 呂晶 49' · 肖曉 63' · 張雨琦 68' | 場館： 旺角大球場 入場人數： 967 ： 呂小全 |

| 2009年3月7日 R2 | 天水圍飛馬                                                                                  | 2 – 1 | 南華                                                             | 香港, 旺角                                   |
| 16:00 HKT       | 陸冠邦 24' · 鄧景煌 25' · 伊達 27' · 中村祐人 32' 56' · 李康廉 45+' · 鄭少偉 53' · 比圖 74' | 報告  | 歐陽耀冲 19' · 李志豪 36' · 費蘭度 70' · 黃展鴻 84' · 文彼得 86' | 場館： 旺角大球場 入場人數： 2,421 ： 黃志騰 |

| 2009年3月21日 Semi-Final | 天水圍飛馬                               | 3 – 0 | 東方                               | 香港, 旺角                                   |
| 15:00 HKT                | 伊達 32', 73' 69' 73' · 馬查度 81'（og） | 報告  | 蘇偉泉 43' · 楊旭 49' · 鮑家耀 89' | 場館： 旺角大球場 入場人數： 1,235 ： 吳佳林 |

| 2009年4月4日 Final            | 天水圍飛馬                                             | 2 – 2 (2 - 4 )                      | 康宏晨曦                                                                                            | 香港, 旺角                                   |
| 15:00 HKT                     | 中村祐人 21' · 卡洛斯 36'（og） · 比圖 70' · 科夫 90+' | 報告                                | 基奧雲尼 9' 45+' 47' · 高尼路 32' · 劉志強 41' · 曾兆榮 76', 113' · 卡洛斯 82', 119' · 朱兆基 120+' | 場館： 旺角大球場 入場人數： 2,684 ： 吳超覺 |
|                               |                                                        |                                     | |                                              |
| 伊達 · 張健峰 · 科夫 · 陸冠邦 |                                                        | 基奧雲尼 · 劉志強 · 陳耀麟 · 賴啟卓 | |                                              |

## 足總盃
飛馬於聯賽結束後，立即轉戰足總盃，本季第三次在盃賽與東方碰頭。雙方均有多次黃金機會，李康廉、楊正光及亞古沙先後射中門楣及門柱。戰至77分鐘，中村祐人單刀射門中柱後，李康廉及時趕到補中入網，協助飛馬晉身半準決賽，面對上屆冠軍公民。
飛馬於半準決賽面對今季從未擊敗過的公民，上半場中段連失兩球。公民先由鞠盈智於禁區外勁射破網，更在5分鐘後由徐德帥把握飛馬後防一次失誤射入空門，領先兩球。飛馬只能憑鄭少偉完半場前補中追至較接近比數完半場。下半場，飛馬一輪圍攻仍然未能攻破對手城池，最終伊達於補時階段射入，把比賽帶進加時賽。在120分鐘的比賽後，飛馬終憑麥保美射入反先的一球，帶領飛馬打入第三圈，但他卻因興奮過度衝出場區而兩黃變一紅被逐。
天水圍飛馬今季第五次在正式比賽中遇上南華。上半場21分鐘，南華張春暉於禁區絆跌伊達，伊達親自操刀並打開記錄。南華由陳肇麒扳平後，飛馬憑李康廉單刀破網再以2-1佔先。下半場伊達再下一城擴大比數，雖然南華在其餘時間大舉反攻天水圍飛馬，但只能造就陳肇麒追近2-3。結果天水圍飛馬以此比數在今季第三次於盃賽淘汰南華，率先打入足總盃決賽。
飛馬最終約戰大埔，於足總盃決賽進行「新界打吡」。開賽僅兩分鐘，大埔前鋒卡立接應長傳力壓飛馬後衛比圖射入，迅速打開紀錄。2分鐘後，大埔中場史建威接應安基斯的直線傳球輕易擊敗飛馬門將李健射入，建立2球優勢。戰至17分鐘，上前助攻的飛馬後衛鄧景煌跟李康廉互傳後殺入禁區，被大埔後衛呂志興絆倒，飛馬獲得一個十二碼機會。伊達主射被對方門將撲出後再親自補射入網，追至較接近比數。28分鐘，飛馬在門前一輪混戰後由中村祐人近門頂入追成平手，雙方半場未分高下。下半場開賽僅一分鐘，大埔球星李威廉射入關鍵性的罰球，大埔再度領先。及後飛馬大舉反擊，試圖追成平手。但卻被大埔把握一次突擊機會由安基斯單刀射入，大埔最後以4-2擊敗飛馬，捧走2008年－09年香港足總盃。
| 2009年5月14日 R1 | 天水圍飛馬                 | 1 – 0 | 東方                                                                 | 香港, 旺角                                   |
| 18:00 HKT        | 伊達 69' · 李康廉 77' 90+' | 報告  | 李健和 48' · 黃耀富 69' · 黃鎮宇 71' 90+' · 鮑家耀 74' · 亞古沙 90+' | 場館： 旺角大球場 入場人數： 1,143 ： 黃寶安 |

| 2009年5月26日 R2 | 天水圍飛馬                                                      | 3 – 2 加時賽 | 公民 | 香港, 旺角                                   |
| 18:00 HKT        | 鄭少偉 45+' · 盧沛迪 74' · 伊達 90+' · 麥保美 110', 120+' 120+' | 報告         | 鞠盈智 23' · 徐德帥 27' · 馮啟匡 43' · 艾里奧 44' · 陳文俊 65' · 保連奴 90+' · 沈國輝 114' · 馬嘉祺 114' | 場館： 旺角大球場 入場人數： 1,304 ： 吳超覺 |

| 2009年5月30日 Semi-Final | 天水圍飛馬                        | 3 – 2 | 南華 | 香港, 旺角                                   |
| 15:30 HKT                | 伊達 21'（pen.） 50' · 李康廉 34' | 報告  | 張春暉 20' · 白鶴 22' · 陳肇麒 24' 81'（pen.） · 史高斯 47' · 卡卡 63' · 沙域臣 63' · 李海強 69' · 利偉倫 89' | 場館： 旺角大球場 入場人數： 2,490 ： 黃志騰 |

| 2009年6月6日 Final | 天水圍飛馬                                      | 2 – 4 | 新界地產和富大埔                                                                                | 香港, 掃桿埔                                 |
| 15:00 HKT          | 鄧景煌 10' · 伊達 16' · 中村祐人 28' · 科夫 46' | 報告  | 卡立 2' · 史建威 4' · 陳旭智 18' · 李威廉 46' · 祖利亞 78' · 安基斯 72' · 蘇來強 83' · 葉佳 88' | 場館： 香港大球場 入場人數： 4,042 ： 吳佳林 |

## 球會

### 球員名單
| 編號 | 国籍   | 球員名字 | 出生日期       | 加盟年份 | 前屬球會   |
| 門將 | 門將   | 門將     | 門將           | 門將     | 門將       |
| ---- | ------ | -------- | -------------- | -------- | ---------- |
| 1    | 巴西   | 奧利華拉 | 1975年10月12日 | 2008年   | 愉園       |
| 17   | 香港   | 何國泉   | 1977年2月20日  | 2008年   | 公民       |
| 22   | 香港   | 梁卓長   | 1965年2月22日  | 2008年   | 愉園       |
| 23   | 香港   | 李健     | 1985年9月19日  | 2008年   | 傑志       |
| 後衛 |        |          |                |          |            |
| 2    | 巴西   | 比圖     | 1984年7月10日  | 2008年   | 華家堡     |
| 3    | 香港   | 林俊生   | 1985年1月8日   | 2008年   | 傑志       |
| 4    | 中国   | 鄧景煌   | 1985年1月24日  | 2008年   | 南華       |
| 5    | 加纳   | 科夫     | 1979年6月25日  | 2008年   | 寶路華流浪 |
| 6    | 香港   | 陸冠邦   | 1978年8月1日   | 2008年   | 傑志       |
| 13   | 香港   | 張健峰   | 1984年1月1日   | 2008年   | 傑志       |
| 14   | 香港   | 陳嘉晉   | 1988年8月16日  | 2008年   | 南華       |
| 21   | 香港   | 賴文飛   | 1988年12月10日 | 2008年   | 南華       |
| 26   | 巴西   | 加西亞   | 1985年11月11日 | 2008年   |            |
| 中場 |        |          |                |          |            |
| 7    | 香港   | 鄭璟昊   | 1989年11月7日  | 2008年   | 南華       |
| 8    | 香港   | 楊正光   | 1976年5月7日   | 2008年   | 南華       |
| 10   | 喀麦隆 | 麥保美   | 1986年8月29日  | 2008年   | 彭巴體育會 |
| 11   | 巴西   | 伊達     | 1980年7月8日   | 2008年   | 南華       |
| 15   | 香港   | 阮健文   | 1989年1月19日  | 2008年   | 華家堡     |
| 16   | 喀麦隆 | 盧沛迪   | 1981年10月21日 | 2008年   | 傑志       |
| 17   | 香港   | 李康廉   | 1983年9月29日  | 2009年   | 大埔       |
| 18   | 香港   | 陳啟康   | 1990年1月22日  | 2008年   | 香港C隊    |
| 20   | 香港   | 葉志豪   | 1985年10月21日 | 2008年   | 南華       |
| 26   | 香港   | 黎耀昌   | 1988年9月25日  | 2009年   | 四海       |
| 28   | 香港   | 黃展鴻   | 1982年3月2日   | 2008年   | 南華       |
| 前鋒 |        |          |                |          |            |
| 8    | 日本   | 岡野雅行 | 1972年7月25日  | 2009年   | 浦和紅鑽   |
| 9    | 喀麦隆 | 安杜     | 1986年8月30日  | 2008年   | 帕尔斯巴亚 |
| 19   | 香港   | 鄭少偉   | 1981年12月27日 | 2008年   | 南華       |
| 25   | 中国   | 曾其祥   | 1985年8月28日  | 2008年   | 四川       |
| 30   | 日本   | 中村祐人 | 1987年1月23日  | 2009年   | 青山學院   |

### 球會教練團及管理職員
| 職位       | 國籍     | 姓名   |
| ---------- | -------- | ------ |
| 會長       | 香港     | 王威信 |
| 總教練     | 巴西     | 列卡度 |
| 副領隊     | 香港     | 盧冠銘 |
| 副領隊     | 塞爾維亞 | 狄恩   |
| 助理教練   | 香港     | 岑國培 |
| 守門員教練 | 香港     | 梁卓長 |
| 預備組教練 | 香港     | 梁卓長 |
| 青訓總監   | 塞爾維亞 | 狄恩   |
| 青訓顧問   | 香港     | 楊達武 |
| 青訓教練   | 香港     | 鄭少偉 |
| 青訓教練   | 香港     | 楊正光 |

### 球衣
球衣製造商：Adidas
球衣廣告商：PlayStation
| 臨時球衣 | 主場球衣 | 客場球衣 |

### 主場球場
| 場地 | 天水圍運動場           | 元朗大球場                 |
| 位置 | 元朗區天水圍           | 元朗區元朗市中心           |
| 時間 | 2008年7月至2008年8月   | 2008年9月至2009年6月       |
| 容量 | 2,500                  | 4,932                      |
| 照片 |                        |                            |
| 照片 | 僅在季前的表演賽中使用 | 僅在聯賽第5、7及15輪中使用 |

### 贊助
| - 主贊助商 - PlayStation - 官方贊助 - 三菱扶桑卡客車 - 網頁技術支援 - BIC - 官方飲品贊助 - Meko 天然礦泉水 （页面存档备份，存于） - 官方團體便服及西服贊助 - Benetton - 特別贊助 - 榮華餅家 | - 官方球衣製造商 - Adidas - 官方贊助 - 博美娛樂 - 官方合作網站 - 雅虎 - 官方印刷品贊助 - 咭片皇 - 官方指定髮型設計 - Hair |

## 數據

### 所有賽事統計
數據截至2009年6月6日
| 比賽場次                 | 36場 （24場港甲，4場高級組銀牌，4場聯賽盃，4場足總盃） |
| 勝仗場次                 | 22場 （12場港甲，4場高級組銀牌，3場聯賽盃，3場足總盃） |
| 和仗場次                 | 6 場 （5場港甲，1場聯賽盃）                            |
| 負仗場次                 | 8 場 （7場港甲，1場足總盃）                            |
| 總入球                   | 82球                                                   |
| 總失球                   | 34球                                                   |
| 球差                     | +48                                                    |
| 黃牌                     | 82                                                     |
| 紅牌                     | 8                                                      |
| 最差紀律球員             | 盧沛迪 （8張 , 1 張 ）                                 |
| 最大勝仗                 | 8-0 (中) v 屯門普高 - 港甲 - 2008.10.12                |
| 最大敗仗                 | 0-3 (改判) (主) v 南華 - 港甲 - 2008.10.08             |
| 最大敗仗                 | 2-4 (中) v 新界地產和富大埔 - 足總盃 - 2009.06.06      |
| 主場最高入場人數         | 2,537人（2008年10月8日對南華）                         |
| 主場最低入場人數         | 1,306人（2009年2月1日對康宏晨曦）                      |
| 主場平均入場人數         | 1,721人                                                |
| 最長連續勝利（聯賽）     | 5場（2008年10月12日至11月16日）                        |
| 最長連續勝利（所有比賽） | 8場（2008年10月12日至12月3日）                         |
| 最長連續不敗（聯賽）     | 8場（2008年10月12日至2009年1月11日）                   |
| 最長連續不敗（所有比賽） | 12場（2008年10月12日至2009年至1月11日）                |
| 最長連續落敗（聯賽）     | 3場（2008年9月20日至2008年至10月8日）                  |
| 最長連續落敗（所有比賽） | 3場（2008年9月20日至2008年至10月8日）                  |
| 上陣次數最多             | 科夫（33場正選，1場後備）                              |
| 神射手                   | 伊達（16球）                                           |

### 各項比賽成績
| 賽事       | 最後成績 | 賽 | 勝 | 和 | 負 | 得 | 失 | 差  |
| ---------- | -------- | -- | -- | -- | -- | -- | -- | --- |
| 聯賽       | 第七名   | 24 | 12 | 5  | 7  | 51 | 23 | +28 |
| 足總盃     | 亞軍     | 4  | 3  | 0  | 1  | 9  | 8  | +1  |
| 聯賽盃     | 亞軍     | 4  | 3  | 1  | 0  | 12 | 3  | +9  |
| 高級組銀牌 | 冠軍     | 4  | 4  | 0  | 0  | 10 | 0  | +10 |

### 正選陣式
數據截至2009年6月6日，以下列表根據飛馬在2008/09賽季所有正式比賽所統計出的正選陣式次數，包括港甲、足總盃、聯賽盃及高級組銀牌。
| 次數 | 陣式      | 比賽 | 比賽     | 比賽   | 比賽   |
| 次數 | 陣式      | 港甲 | 高級銀牌 | 聯賽盃 | 足總盃 |
| ---- | --------- | ---- | -------- | ------ | ------ |
| 22   | 4 - 4 - 2 | 14   | 4        | 2      | 2      |
| 7    | 4 - 3 - 3 | 3    | 0        | 2      | 2      |
| 6    | 4 - 5 - 1 | 6    | 0        | 0      | 0      |
| 1    | 5 - 3 - 2 | 1    | 0        | 0      | 0      |

### 正選陣容
| \| 號碼 \| 位置 \| 國家 \| 球員 \| 首发次數 \| 註釋 \| \| ---- \| ---- \| ---- \| -------- \| -------- \| ------------ \| \| 23 \| GK \| HK \| 李健 \| 20 \| 奧利華拉(16) \| \| 6 \| RB \| HK \| 陸冠邦 \| 30 \| 林俊生(7) \| \| 2 \| CB \| BRA \| 比圖 \| 31 \| 賴文飛(11) \| \| 5 \| CB \| GHA \| 科夫 \| 34 \| 陳嘉晉(2) \| \| 4 \| LB \| CHN \| 鄧景煌 \| 27 \| 張健峰(29) \| \| 17 \| RM \| HK \| 李康廉 \| 17 \| 黎耀昌(15) \| \| 10 \| CM \| CMR \| 麥保美 \| 30 \| 阮健文(21) \| \| 16 \| CM \| CMR \| 盧沛迪 \| 29 \| 鄭璟昊(7) \| \| 11 \| LM \| BRA \| 伊達 \| 31 \| 黃展鴻(13) \| \| 19 \| FW \| HK \| 鄭少偉 \| 31 \| 葉志豪(27) \| \| 30 \| FW \| JPN \| 中村祐人 \| 20 \| 岡野雅行(14) \| | 4–4–2 陣式 李健 陸冠邦 比圖 科夫 鄧景煌 麥保美 盧沛迪 伊達 李康廉 中村祐人 鄭少偉(C) |      |          |          |              |
| 號碼 | 位置                                                                                 | 國家 | 球員     | 首发次數 | 註釋         |
| 23 | GK                                                                                   | HK   | 李健     | 20       | 奧利華拉(16) |
| 6 | RB                                                                                   | HK   | 陸冠邦   | 30       | 林俊生(7)    |
| 2 | CB                                                                                   | BRA  | 比圖     | 31       | 賴文飛(11)   |
| 5 | CB                                                                                   | GHA  | 科夫     | 34       | 陳嘉晉(2)    |
| 4 | LB                                                                                   | CHN  | 鄧景煌   | 27       | 張健峰(29)   |
| 17 | RM                                                                                   | HK   | 李康廉   | 17       | 黎耀昌(15)   |
| 10 | CM                                                                                   | CMR  | 麥保美   | 30       | 阮健文(21)   |
| 16 | CM                                                                                   | CMR  | 盧沛迪   | 29       | 鄭璟昊(7)    |
| 11 | LM                                                                                   | BRA  | 伊達     | 31       | 黃展鴻(13)   |
| 19 | FW                                                                                   | HK   | 鄭少偉   | 31       | 葉志豪(27)   |
| 30 | FW                                                                                   | JPN  | 中村祐人 | 20       | 岡野雅行(14) |

最後更新：2009年6月6日
來源: 正選陣式 及 球員統計.

以上最佳十一人是根據球隊在本個賽季所有賽事中最常用的陣式，

以及在各個位置挑選正選上陣次數最多的球員。

### 隊長
數據截至2009年6月6日，以下列表根據香港足總網站球賽結果的正選隊長記錄所統計出，包括所有香港足總在2008年至2009年賽季有所記錄的飛馬的比賽。
| 日期                 | 隊長   | 號碼 | 位置 | 副隊長 | 號碼 | 位置 |
| 2008年7月至2009年5月 | 鄭少偉 | 19   | 前鋒 | 科夫   | 5    | 後衛 |
| 2009年5月            | 科夫   | 5    | 後衛 | 鄭少偉 | 19   | 前鋒 |

### 上陣及入球次數
| 號碼 | 位置 | 名字     | 港甲 | 港甲 | 高級銀牌 | 高級銀牌 | 聯賽盃 | 聯賽盃 | 足總盃 | 足總盃 | 合計 | 合計 | 合計 |
| 號碼 | 位置 | 名字     | 出賽 | 入球 | 出賽     | 入球     | 出賽   | 入球   | 出賽   | 入球   | 正選 | 出賽 | 入球 |
| ---- | ---- | -------- | ---- | ---- | -------- | -------- | ------ | ------ | ------ | ------ | ---- | ---- | ---- |
| 1    | 門將 | 奧利華拉 | 10   | 0    | 3        | 0        | 3      | 0      | 0      | 0      | 16   | 16   | 0    |
| 2    | 後衛 | 比圖     | 19   | 2    | 4        | 1        | 4      | 0      | 4      | 0      | 31   | 31   | 3    |
| 3    | 後衛 | 林俊生   | 7    | 0    | 0        | 0        | 0      | 0      | 0      | 0      | 6    | 7    | 0    |
| 4    | 後衛 | 鄧景煌   | 19   | 0    | 0        | 0        | 4      | 0      | 4      | 0      | 26   | 27   | 0    |
| 5    | 後衛 | 科夫     | 22   | 1    | 4        | 0        | 4      | 0      | 4      | 0      | 33   | 34   | 1    |
| 6    | 後衛 | 陸冠邦   | 18   | 1    | 4        | 0        | 4      | 0      | 4      | 0      | 30   | 30   | 1    |
| 7    | 中場 | 鄭璟昊   | 6    | 0    | 0        | 0        | 1      | 0      | 0      | 0      | 1    | 7    | 0    |
| 8    | 中場 | 楊正光   | 6    | 0    | 2        | 0        | -      | -      | -      | -      | 4    | 8    | 0    |
| 8    | 前鋒 | 岡野雅行 | 9    | 1    | -        | -        | 1      | 0      | 4      | 0      | 9    | 14   | 1    |
| 9    | 前鋒 | 安杜     | 11   | 7    | 4        | 6        | -      | -      | -      | -      | 14   | 14   | 13   |
| 10   | 中場 | 麥保美   | 21   | 6    | 3        | 0        | 3      | 0      | 3      | 1      | 22   | 30   | 7    |
| 11   | 中場 | 伊達     | 19   | 8    | 4        | 1        | 4      | 3      | 4      | 4      | 31   | 31   | 16   |
| 13   | 後衛 | 張健峰   | 20   | 2    | 3        | 0        | 2      | 0      | 4      | 0      | 15   | 29   | 2    |
| 14   | 後衛 | 陳嘉晉   | 2    | 0    | 0        | 0        | 0      | 0      | 0      | 0      | 1    | 2    | 0    |
| 15   | 中場 | 阮健文   | 11   | 1    | 4        | 0        | 4      | 0      | 2      | 0      | 13   | 21   | 1    |
| 16   | 中場 | 盧沛迪   | 19   | 0    | 3        | 0        | 3      | 0      | 4      | 0      | 25   | 29   | 0    |
| 17   | 門將 | 何國泉   | 1    | 0    | -        | -        | -      | -      | -      | -      | 1    | 1    | 0    |
| 17   | 中場 | 李康廉   | 10   | 3    | -        | -        | 4      | 1      | 4      | 2      | 14   | 17   | 6    |
| 18   | 中場 | 陳啟康   | 1    | 0    | 0        | 0        | 0      | 0      | 0      | 0      | 0    | 1    | 0    |
| 19   | 前鋒 | 鄭少偉   | 19   | 3    | 4        | 1        | 4      | 1      | 4      | 1      | 27   | 31   | 6    |
| 20   | 中場 | 葉志豪   | 18   | 3    | 4        | 0        | 2      | 0      | 2      | 0      | 1    | 26   | 3    |
| 21   | 後衛 | 賴文飛   | 9    | 0    | 2        | 0        | 0      | 0      | 0      | 0      | 9    | 11   | 0    |
| 22   | 門將 | 梁卓長   | 0    | 0    | 0        | 0        | 0      | 0      | 0      | 0      | 0    | 0    | 0    |
| 23   | 門將 | 李健     | 13   | 0    | 1        | 0        | 2      | 0      | 4      | 0      | 19   | 20   | 0    |
| 25   | 前鋒 | 曾其祥   | 9    | 3    | 1        | 0        | -      | -      | -      | -      | 5    | 10   | 3    |
| 26   | 後衛 | 加西亞   | 4    | 0    | -        | -        | -      | -      | -      | -      | 4    | 4    | 0    |
| 26   | 中場 | 黎耀昌   | 11   | 2    | -        | -        | 3      | 0      | 1      | 0      | 9    | 15   | 2    |
| 28   | 中場 | 黃展鴻   | 9    | 4    | 4        | 0        | -      | -      | -      | -      | 13   | 13   | 4    |
| 30   | 前鋒 | 中村祐人 | 12   | 7    | -        | -        | 4      | 4      | 4      | 1      | 15   | 20   | 12   |

截至2009年6月6日

### 紀律
更新至2009年6月6日。
| 球員     | 號碼 | 位置 | 港甲 | 港甲 | 高級銀牌 | 高級銀牌 | 聯賽盃 | 聯賽盃 | 足總盃 | 足總盃 | 總數 | 總數 |
| 球員     | 號碼 | 位置 | 黃牌 | 離場 | 黃牌     | 離場     | 黃牌   | 離場   | 黃牌   | 離場   | 黃牌 | 離場 |
| 奧利華拉 | 1    | 門將 | 3    | 1    | -        | -        | -      | -      | -      | -      | 3    | 1    |
| 比圖     | 2    | 後衛 | 6    | 0    | -        | -        | 2      | 0      | -      | -      | 8    | 0    |
| 林俊生   | 3    | 後衛 | 1    | 0    | -        | -        | -      | -      | -      | -      | 1    | 0    |
| 鄧景煌   | 4    | 後衛 | 1    | 0    | -        | -        | 2      | 0      | 1      | 0      | 4    | 0    |
| 科夫     | 5    | 後衛 | 5    | 1    | 2        | 0        | 1      | 0      | 1      | 0      | 9    | 1    |
| 陸冠邦   | 6    | 後衛 | 3    | 0    | -        | -        | 1      | 0      | -      | -      | 4    | 0    |
| 鄭璟昊   | 7    | 中場 | 1    | 0    | -        | -        | -      | -      | -      | -      | 1    | 0    |
| 岡野雅行 | 8    | 前鋒 | 2    | 1    | -        | -        | -      | -      | -      | -      | 2    | 1    |
| 安杜     | 9    | 前鋒 | 2    | 0    | 1        | 0        | -      | -      | -      | -      | 3    | 0    |
| 麥保美   | 10   | 中場 | 5    | 1    | -        | -        | -      | -      | 2      | 1      | 7    | 2    |
| 伊達     | 11   | 中場 | 2    | 1    | -        | -        | 3      | 1      | 1      | 0      | 6    | 2    |
| 張健峰   | 13   | 後衛 | 2    | 0    | -        | -        | -      | -      | -      | -      | 2    | 0    |
| 陳嘉晉   | 14   | 後衛 | 1    | 0    | -        | -        | -      | -      | -      | -      | 1    | 0    |
| 阮健文   | 15   | 中場 | 3    | 0    | 2        | 0        | 1      | 0      | -      | -      | 6    | 0    |
| 盧沛迪   | 16   | 中場 | 8    | 1    | 1        | 0        | -      | -      | 1      | 0      | 10   | 1    |
| 李康廉   | 17   | 中場 | -    | -    | -        | -        | -      | -      | 1      | 0      | 1    | 0    |
| 陳啟康   | 18   | 中場 | 1    | 0    | -        | -        | -      | -      | -      | -      | 1    | 0    |
| 鄭少偉   | 19   | 前鋒 | 3    | 0    | 1        | 0        | 2      | 0      | -      | -      | 6    | 0    |
| 賴文飛   | 21   | 後衛 | 2    | 0    | -        | -        | -      | -      | -      | -      | 2    | 0    |
| 曾其祥   | 25   | 前鋒 | 1    | 0    | -        | -        | -      | -      | -      | -      | 1    | 0    |
| 加西亞   | 26   | 後衛 | 1    | 0    | -        | -        | -      | -      | -      | -      | 1    | 0    |
| 黎耀昌   | 26   | 中場 | 1    | 0    | -        | -        | -      | -      | -      | -      | 1    | 0    |
| 中村祐人 | 30   | 前鋒 | 3    | 0    | -        | -        | 1      | 0      | -      | -      | 4    | 0    |

### 神射手
數據更新至2009年6月6日
| 排名 | 球員     | 號碼 | 港甲 | 高級銀牌 | 聯賽盃 | 足總盃 | 總入球 |
| ---- | -------- | ---- | ---- | -------- | ------ | ------ | ------ |
| 1    | 伊達     | 11   | 8    | 1        | 3      | 4      | 16     |
| 2    | 安杜     | 9    | 7    | 6        | 0      | 0      | 13     |
| 3    | 中村祐人 | 30   | 7    | 0        | 4      | 1      | 12     |
| 4    | 麥保美   | 10   | 6    | 0        | 0      | 1      | 7      |
| 5    | 李康廉   | 17   | 3    | 0        | 1      | 2      | 6      |
| 5    | 鄭少偉   | 19   | 3    | 1        | 1      | 1      | 6      |
| 7    | 黃展鴻   | 28   | 4    | 0        | 0      | 0      | 4      |
| 8    | 葉志豪   | 20   | 3    | 0        | 0      | 0      | 3      |
| 8    | 比圖     | 2    | 2    | 1        | 0      | 0      | 3      |
| 8    | 曾其祥   | 25   | 3    | 0        | 0      | 0      | 3      |
| 11   | 黎耀昌   | 26   | 2    | 0        | 0      | 0      | 2      |
| 11   | 張健峰   | 16   | 2    | 0        | 0      | 0      | 2      |
| 13   | 阮健文   | 15   | 1    | 0        | 0      | 0      | 1      |
| 13   | 陸冠邦   | 6    | 1    | 0        | 0      | 0      | 1      |
| 13   | 岡野雅行 | 8    | 1    | 0        | 0      | 0      | 1      |
| 13   | 科夫     | 5    | 1    | 0        | 0      | 0      | 1      |

## 個人榮譽
| 球員   | 獎項                                |
| ------ | ----------------------------------- |
| 李康廉 | 2008/09年香港足球明星選舉最佳十一人 |
| 黃展鴻 | 2008/09年香港足球明星選舉最佳十一人 |
| 伊達   | 2008/09年香港足球明星選舉最佳十一人 |
| 伊達   | 2008/09年香港高級組銀牌最佳球員     |
| 安杜   | 2008/09年香港高級組銀牌最佳射手     |

## 轉會

### 加盟
| 名稱     | 年齡 | 位置 | 號碼 | 國籍 | 前球會   | 方式 | 轉會窗     | 備註     |
| -------- | ---- | ---- | ---- | ---- | -------- | ---- | ---------- | -------- |
| 中村祐人 | 21   | 前鋒 | 30   | 日本 | 青山學院 | 轉會 | 冬季轉會窗 | [ 永久 ] |
| 黎耀昌   | 20   | 中場 | 26   | 香港 | 四海     | 借用 | 冬季轉會窗 | [ ]      |
| 李康廉   | 25   | 中場 | 17   | 香港 | 大埔     | 轉會 | 冬季轉會窗 | [ 永久 ] |
| 岡野雅行 | 36   | 前鋒 | 8    | 日本 | 浦和紅鑽 | 轉會 | 冬季轉會窗 | [ ]      |

### 離隊
| 名稱   | 年齡 | 位置 | 號碼 | 國籍   | 加盟球會 | 方式     | 轉會窗     | 備註     |
| ------ | ---- | ---- | ---- | ------ | -------- | -------- | ---------- | -------- |
| 何國泉 | 31   | 門將 | 17   | 香港   | 南華     | 外借     | 夏季轉會窗 | [ ]      |
| 加西亞 | 22   | 後衛 | 26   | 巴西   | 自由身   | 提前解約 |            |          |
| 曾其祥 | 23   | 前鋒 | 25   | 中國   | 東方     | 轉會     | 冬季轉會窗 | [ 永久 ] |
| 黃展鴻 | 26   | 中場 | 28   | 香港   | 南華     | 借用期滿 | 冬季轉會窗 | [ 永久 ] |
| 楊正光 | 32   | 中場 | 8    | 香港   | 東方     | 外借     | 冬季轉會窗 | [ 永久 ] |
| 安杜   | 22   | 前鋒 | 9    | 喀麦隆 | 布利獅子 | 提前解約 | 冬季轉會窗 |          |

## 外部連結
- 天水圍飛馬官方網站
- 天水圍飛馬官方網誌 （页面存档备份，存于）